# (466304) 2013 QC39
(466304) 2013 QC39 es un asteroide perteneciente al cinturón de asteroides, descubierto el 8 de abril de 2002 por el equipo Spacewatch desde el Observatorio Nacional de Kitt Peak (Arizona, Estados Unidos).